# Elezioni comunali in Umbria del 2023
Le elezioni comunali in Umbria del 2023 si sono tenute il 14 e 15 maggio (con ballottaggio il 28 e 29 maggio).

## Riepilogo dei risultati
Riepilogo dei sindaci uscenti e dei sindaci eletti 
La tabella che segue riepiloga le amministrazioni uscenti ed elette nei tre comuni con più di 15.000 abitanti chiamate al voto.
- Legenda:

     Coalizione di centro-destra
     Coalizione di centro-sinistra
     Coalizione di centro
| Provincia | Comune    | Popolazione legale (censimento 2023) | Sindaco uscente | Sindaco uscente       | Sindaco eletto | Sindaco eletto         | Primo turno | Primo turno | Secondo turno | Secondo turno | Seggi   |
| Provincia | Comune    | Popolazione legale (censimento 2023) | Sindaco uscente | Sindaco uscente       | Sindaco eletto | Sindaco eletto         | Voti        | %           | Voti          | %             | Seggi   |
| --------- | --------- | ------------------------------------ | --------------- | --------------------- | -------------- | ---------------------- | ----------- | ----------- | ------------- | ------------- | ------- |
| Perugia   | Corciano  | 21 605                               |                 | Christian Betti (PD)  |                | Lorenzo Pierotti (PD)  | 6 060       | 66,49       | —             | —             | 11 / 16 |
| Perugia   | Umbertide | 16 338                               |                 | Luca Carizia (LSP)    |                | Luca Carizia (LSP)     | 3 753       | 43,82       | 4 219         | 55,56         | 10 / 16 |
| Terni     | Terni     | 106 793                              |                 | Leonardo Latini (LSP) |                | Stefano Bandecchi (AP) | 13 647      | 28,14       | 19 748        | 54,62         | 20 / 32 |

 Voti alle liste 
La tabella che segue riepiloga i voti guadagnati dai principali partiti nazionali:
| Lista  | Lista                     | Voti   | %     |
| ------ | ------------------------- | ------ | ----- |
|        | Partito Democratico       | 11 167 | 18,01 |
|        | Fratelli d'Italia         | 10 773 | 17,37 |
|        | Movimento 5 Stelle        | 3 521  | 5,68  |
|        | Forza Italia              | 3 442  | 5,55  |
|        | Lega per Salvini Premier  | 3 008  | 4,85  |
|        | Alleanza Verdi e Sinistra | 1 990  | 3,21  |
|        | Altri partiti             | 6 886  | 11,07 |
| Totale | Totale                    | 40 767 | 100   |

| Provincia | Comune    | Liste | Liste | Liste | Liste | Liste | Liste |
| Provincia | Comune    | AVS   | PD    | M5S   | FI    | LSP   | FdI   |
| --------- | --------- | ----- | ----- | ----- | ----- | ----- | ----- |
| Provincia | Comune    |       |       |       |       |       |       |
| Perugia   | Corciano  | 3,91  | 28,29 | 4,32  | 3,70  | 1,91  | 16,92 |
| Perugia   | Umbertide | 1,42  | 23,04 | 2,53  | 2,25  | 11,01 | 14,81 |
| Terni     | Terni     | 3,41  | 15,05 | 6,53  | 6,53  | 4,28  | 17,94 |

## Perugia

### Corciano
|                                      | Lorenzo Pierotti ✔️ Sindaco | 6 060                | 66,49 | Partito Democratico | 2 486 | 28,29 | 5  |  |  |
| Lorenzo Pierotti Sindaco             | Lorenzo Pierotti ✔️ Sindaco | 6 060                | 66,49 | 1 727               | 19,65 | 3     |    |  |  |
| Pierotti Sindaco                     | Lorenzo Pierotti ✔️ Sindaco | 6 060                | 66,49 | 890                 | 10,13 | 2     |    |  |  |
| Uniti per Corciano                   | Lorenzo Pierotti ✔️ Sindaco | 6 060                | 66,49 | 438                 | 4,98  | 1     |    |  |  |
| Alleanza Verdi e Sinistra            | Lorenzo Pierotti ✔️ Sindaco | 6 060                | 66,49 | 344                 | 3,91  | –     |    |  |  |
| Totale liste                         | Lorenzo Pierotti ✔️ Sindaco | 6 060                | 66,49 | 5 885               | 66,97 | 11    |    |  |  |
|                                      | Daniele Padovano            | 2 645                | 29,02 | Fratelli d'Italia   | 1 487 | 16,92 | 3  |  |  |
| Insieme per Corciano - Umbria Civica | Daniele Padovano            | 2 645                | 29,02 | 542                 | 6,17  | 1     |    |  |  |
| Forza Italia                         | Daniele Padovano            | 2 645                | 29,02 | 325                 | 3,70  | –     |    |  |  |
| Lega Salvini Premier                 | Daniele Padovano            | 2 645                | 29,02 | 168                 | 1,91  | –     |    |  |  |
| Seggio di coalizione                 | Seggio di coalizione        | Seggio di coalizione | 29,02 | 1                   |       |       |    |  |  |
| Totale liste                         | Daniele Padovano            | 2 645                | 29,02 | 2 522               | 28,70 | 4     |    |  |  |
|                                      | Chiara Fioroni              | 409                  | 4,49  | Movimento 5 Stelle  | 380   | 4,32  | –  |  |  |
| Totale                               | Totale                      | 9 114                | 100   |                     | 8 787 | 100   | 16 |  |  |
|                                      |                             |                      |       |                     |       |       |    |  |  |
| Schede bianche                       | Schede bianche              | 41                   | 0,44  |                     |       |       |    |  |  |
| Schede nulle                         | Schede nulle                | 208                  | 2,22  |                     |       |       |    |  |  |
| Votanti                              | Votanti                     | 9 363                | 55,29 |                     |       |       |    |  |  |
| Elettori                             | Elettori                    | 16 934               |       |                     |       |       |    |  |  |
|                                      |                             |                      |       |                     |       |       |    |  |  |
| Fonte: Ministero dell'interno        |                             |                      |       |                     |       |       |    |  |  |

1. ↑  Include Azione, Italia Viva, Partito Socialista Italiano e Civici X.

### Umbertide
| Candidati                     | Candidati               | II turno             | II turno           | I turno | I turno | Liste                  | Voti  | %     | Seggi |
| Candidati                     | Candidati               | Voti                 | %                  | Voti    | %       | Liste                  | Voti  | %     | Seggi |
| ----------------------------- | ----------------------- | -------------------- | ------------------ | ------- | ------- | ---------------------- | ----- | ----- | ----- |
|                               | Luca Carizia ✔️ Sindaco | 4 219                | 55,56              | 3 753   | 43,82   | Fratelli d'Italia      | 1 242 | 14,81 | 4     |
| Umbertide per Carizia Sindaco | Luca Carizia ✔️ Sindaco | 4 219                | 55,56              | 3 753   | 43,82   | 1 092                  | 13,02 | 3     |       |
| Lega Salvini                  | Luca Carizia ✔️ Sindaco | 4 219                | 55,56              | 3 753   | 43,82   | 923                    | 11,01 | 3     |       |
| Umbertide in Movimento!       | Luca Carizia ✔️ Sindaco | 4 219                | 55,56              | 3 753   | 43,82   | 216                    | 2,58  | –     |       |
| Forza Italia                  | Luca Carizia ✔️ Sindaco | 4 219                | 55,56              | 3 753   | 43,82   | 189                    | 2,25  | –     |       |
| Totale liste                  | Luca Carizia ✔️ Sindaco | 4 219                | 55,56              | 3 753   | 43,82   | 3 662                  | 43,67 | 10    |       |
|                               | Sauro Anniboletti       | 3 375                | 44,44              | 2 630   | 30,71   | Partito Democratico    | 1 932 | 23,04 | 3     |
| Umbertide Partecipa           | Sauro Anniboletti       | 3 375                | 44,44              | 2 630   | 30,71   | 330                    | 3,94  | –     |       |
| Riformisti Umbertide Cambia   | Sauro Anniboletti       | 3 375                | 44,44              | 2 630   | 30,71   | 235                    | 2,80  | –     |       |
| Alleanza Verdi e Sinistra     | Sauro Anniboletti       | 3 375                | 44,44              | 2 630   | 30,71   | 119                    | 1,42  | –     |       |
| Seggio di coalizione          | Seggio di coalizione    | Seggio di coalizione | 44,44              | 2 630   | 30,71   | 1                      |       |       |       |
| Totale liste                  | Sauro Anniboletti       | 3 375                | 44,44              | 2 630   | 30,71   | 2 616                  | 31,19 | 3     |       |
|                               | Federico Rondoni        | Federico Rondoni     | Federico Rondoni   | 1 115   | 13,02   | Corrente               | 1 049 | 12,51 | 1     |
| Seggio di coalizione          | Seggio di coalizione    | Seggio di coalizione | Federico Rondoni   | 1 115   | 13,02   | 1                      |       |       |       |
|                               | Pier Giacomo Tosti      | Pier Giacomo Tosti   | Pier Giacomo Tosti | 467     | 5,45    | Libera il Futuro       | 363   | 4,33  | –     |
| Spazio Civico Comune          | Pier Giacomo Tosti      | Pier Giacomo Tosti   | Pier Giacomo Tosti | 467     | 5,45    | 101                    | 1,20  | –     |       |
| Totale liste                  | Pier Giacomo Tosti      | Pier Giacomo Tosti   | Pier Giacomo Tosti | 467     | 5,45    | 464                    | 5,53  | –     |       |
|                               | Roberta Nanni           | Roberta Nanni        | Roberta Nanni      | 379     | 4,42    | Patto 23               | 383   | 4,57  | –     |
|                               | Giampaolo Conti         | Giampaolo Conti      | Giampaolo Conti    | 221     | 2,58    | Movimento 5 Stelle (A) | 212   | 2,53  | –     |
| Totale                        | Totale                  | 7 594                | 100                | 8 565   | 100     |                        | 8 386 | 100   | 16    |
|                               |                         |                      |                    |         |         |                        |       |       |       |
| Schede bianche                | Schede bianche          | 74                   | 0,94               | 54      | 0,62    |                        |       |       |       |
| Schede nulle                  | Schede nulle            | 185                  | 2,36               | 139     | 1,59    |                        |       |       |       |
| Votanti                       | Votanti                 | 7 853                | 62,59              | 8 758   | 69,80   |                        |       |       |       |
| Elettori                      | Elettori                | 12 547               |                    | 12 547  |         |                        |       |       |       |
|                               |                         |                      |                    |         |         |                        |       |       |       |
| Fonte: Ministero dell'interno |                         |                      |                    |         |         |                        |       |       |       |

- La lista contrassegnata con la lettera A è apparentata al secondo turno con il candidato sindaco Sauro Anniboletti.

## Terni

### Terni
| Candidati                           | Candidati                    | II turno             | II turno         | I turno | I turno | Liste                     | Voti   | %     | Seggi |
| Candidati                           | Candidati                    | Voti                 | %                | Voti    | %       | Liste                     | Voti   | %     | Seggi |
| ----------------------------------- | ---------------------------- | -------------------- | ---------------- | ------- | ------- | ------------------------- | ------ | ----- | ----- |
|                                     | Stefano Bandecchi ✔️ Sindaco | 19 748               | 54,62            | 13 647  | 28,14   | Con Bandecchi per Terni   | 5 525  | 12,32 | 10    |
| Alternativa Popolare                | Stefano Bandecchi ✔️ Sindaco | 19 748               | 54,62            | 13 647  | 28,14   | 3 095                     | 6,90   | 5     |       |
| Noi con Terni                       | Stefano Bandecchi ✔️ Sindaco | 19 748               | 54,62            | 13 647  | 28,14   | 1 632                     | 3,64   | 3     |       |
| Terni per Loro                      | Stefano Bandecchi ✔️ Sindaco | 19 748               | 54,62            | 13 647  | 28,14   | 1 351                     | 3,01   | 2     |       |
| Totale liste                        | Stefano Bandecchi ✔️ Sindaco | 19 748               | 54,62            | 13 647  | 28,14   | 11 603                    | 25,88  | 20    |       |
|                                     | Orlando Masselli             | 16 405               | 45,38            | 17 363  | 35,81   | Fratelli d'Italia         | 8 044  | 17,94 | 4     |
| Forza Italia                        | Orlando Masselli             | 16 405               | 45,38            | 17 363  | 35,81   | 2 928                     | 6,53   | 1     |       |
| Masselli Sindaco                    | Orlando Masselli             | 16 405               | 45,38            | 17 363  | 35,81   | 2 340                     | 5,22   | 1     |       |
| Lega                                | Orlando Masselli             | 16 405               | 45,38            | 17 363  | 35,81   | 1 917                     | 4,28   | –     |       |
| Terni Civica                        | Orlando Masselli             | 16 405               | 45,38            | 17 363  | 35,81   | 1 083                     | 2,42   | –     |       |
| Terni Protagonista                  | Orlando Masselli             | 16 405               | 45,38            | 17 363  | 35,81   | 638                       | 1,42   | –     |       |
| Liberali e Riformisti               | Orlando Masselli             | 16 405               | 45,38            | 17 363  | 35,81   | 293                       | 0,65   | –     |       |
| Seggio di coalizione                | Seggio di coalizione         | Seggio di coalizione | 45,38            | 17 363  | 35,81   | 1                         |        |       |       |
| Totale liste                        | Orlando Masselli             | 16 405               | 45,38            | 17 363  | 35,81   | 17 243                    | 38,46  | 6     |       |
|                                     | Jose Maria Kenny             | Jose Maria Kenny     | Jose Maria Kenny | 10 640  | 21,94   | Partito Democratico       | 6 749  | 15,05 | 3     |
| Innovare per Terni                  | Jose Maria Kenny             | Jose Maria Kenny     | Jose Maria Kenny | 10 640  | 21,94   | 1 602                     | 3,57   | –     |       |
| Civici Sinistra Verdi               | Jose Maria Kenny             | Jose Maria Kenny     | Jose Maria Kenny | 10 640  | 21,94   | 1 527                     | 3,41   | –     |       |
| Seggio di coalizione                | Seggio di coalizione         | Seggio di coalizione | Jose Maria Kenny | 10 640  | 21,94   | 1                         |        |       |       |
| Totale liste                        | Jose Maria Kenny             | Jose Maria Kenny     | Jose Maria Kenny | 10 640  | 21,94   | 9 878                     | 22,03  | 3     |       |
|                                     | Claudio Fiorelli             | Claudio Fiorelli     | Claudio Fiorelli | 5 249   | 10,82   | Movimento 5 Stelle        | 2 929  | 6,53  | –     |
| Bella Ciao - Popolare Ambientalista | Claudio Fiorelli             | Claudio Fiorelli     | Claudio Fiorelli | 5 249   | 10,82   | 1 136                     | 2,53   | –     |       |
| Terni Conta                         | Claudio Fiorelli             | Claudio Fiorelli     | Claudio Fiorelli | 5 249   | 10,82   | 605                       | 1,35   | –     |       |
| Seggio di coalizione                | Seggio di coalizione         | Seggio di coalizione | Claudio Fiorelli | 5 249   | 10,82   | 1                         |        |       |       |
| Totale liste                        | Claudio Fiorelli             | Claudio Fiorelli     | Claudio Fiorelli | 5 249   | 10,82   | 4 670                     | 10,42  | –     |       |
|                                     | Paolo Cianfoni               | Paolo Cianfoni       | Paolo Cianfoni   | 582     | 1,20    | Alleanza degli Innovatori | 502    | 1,12  | –     |
|                                     | Emanuele Fiorini             | Emanuele Fiorini     | Emanuele Fiorini | 515     | 1,06    | Fiorini per Terni         | 487    | 1,09  | –     |
|                                     | Silvia Tobia                 | Silvia Tobia         | Silvia Tobia     | 497     | 1,02    | Potere al Popolo!         | 454    | 1,01  | –     |
| Totale                              | Totale                       | 36 153               | 100              | 48 493  | 100     |                           | 44 837 | 100   | 32    |
|                                     |                              |                      |                  |         |         |                           |        |       |       |
| Schede bianche                      | Schede bianche               | 554                  | 1,46             | 293     | 0,59    |                           |        |       |       |
| Schede nulle                        | Schede nulle                 | 252                  | 0,66             | 1 048   | 2,10    |                           |        |       |       |
| Votanti                             | Votanti                      | 37 959               | 43,32            | 49 834  | 56,87   |                           |        |       |       |
| Elettori                            | Elettori                     | 87 622               |                  | 87 622  |         |                           |        |       |       |
|                                     |                              |                      |                  |         |         |                           |        |       |       |
| Fonte: Ministero dell'interno       |                              |                      |                  |         |         |                           |        |       |       |

1. ↑  Include candidati di Noi Moderati.
2. ↑  Include candidati del Nuovo PSI.
3. ↑  Include candidati del Partito Socialista Italiano, Alleanza Verdi e Sinistra e Pacifista Progressista e Femminista.
4. ↑  Include candidati di PRC e PCI.
5. ↑  Include candidati del Partito Repubblicano Italiano, Cittadini Liberi e LDE.